# Adolf ni Tsugu
Adolf, conocida en Japón como Adorufu ni Tsugu (アドルフに告ぐ?) es una serie manga creada por Osamu Tezuka. Empezó a publicarse en 1982. Se encuentra en el género del manga bélico. La historia comienza con el ascenso del nazismo durante las olimpiadas de Berlín y termina en 1983. Se centra en tres hombres con el nombre de Adolf. Adolf Kamil (アドルフ・カミル), un judío, su mejor amigo Adolf Kaufmann (アドルフ・カウフマン), ambos residentes en Japón, y el tercer Adolf, Adolf Hitler (アドルフ・ヒトラー). Ha sido publicado en España en cinco tomos por la editorial Planeta DeAgostini.

## Argumento
La aparición de unos documentos sobre el origen judío de Hitler pondrán en peligro el régimen nazi, estos documentos serán buscados por miembros de la Gestapo y la "Kempentai" (policía secreta japonesa) para destruirlos. En el otro bando se encuentran los enemigos del Partido Nazi que quieren hacerlos públicos.
En este manga se muestran los horrores de la Segunda Guerra Mundial en Europa con el exterminio de los judíos y en Asia con las matanzas llevadas por las fuerzas imperiales japonesas. Tras la guerra la acción se traslada al Estado de Israel, con Kaufmann y Kamil en bandos enfrentados.

## Los personajes
Algo destacable de este manga es la gran cantidad de personajes que aparecen con importancia en la trama, tanto japoneses como alemanes o judíos.
Tres Adolf que tuvieron vidas totalmente distintas:
Adolf Kamil: Uno de los tres Adolf que dan nombre a la serie, sus padres son judíos alemanes y él nacido en Japón. Sus padres regentan una panadería en la ciudad de Kobe. Kamil es el mejor amigo de niñez de Adolf Kaufmann. Siempre intenta ser tratado como un japonés y se enfrenta a la intolerancia de los japoneses con los extranjeros. Emigra al Estado de Israel donde entra en el ejército. Tras entrar en el ejército perpetrará matanzas contra los palestinos incluyendo a la mujer e hija de Kaufmann. Es el último Adolf en morir en 1983 en un atentado terrorista en Israel.
Adolf Kaufmann: De padre alemán y madre japonesa. Su padre es un importante miembro del partido Nazi en el consulado alemán en Kobe. Es el mejor amigo de Kamil, a pesar de que su padre se opone a su amistad con un judío. Su madre es una japonesa que ha conseguido la nacionalidad alemana. En el manga se muestra su transformación hacia el nazismo más radical, llegando a matar al padre de Kamil. El ascenso de Kaufmann en el partido empieza con su ingreso en la Adolf Hitler Schule, pasando por ser secretario personal de Hitler hasta ingresar en las SS. Volverá a Japón para buscar los documentos sobre los orígenes de Hitler, encontrándolos el día después de su muerte. Tras la guerra debe huir de los judíos que quieren matarle por su pasado nazi, en su huida se une al grupo Septiembre Negro. Su mujer y su hija palestinas son asesinadas por Kamil. Intenta buscar venganza, pero Kamil le mata.
Adolf Hitler: El último Adolf, tendrá relación directa con Adolf Kaufmann. En el manga es asesinado por un inspector de la Gestapo que finge el suicidio del Führer en el búnker. En el manga explican su ascendencia judía porque su abuela fue violada por el hijo de la familia judía en la que servía, naciendo como resultado el padre de Adolf.
Sohei Toge: Un periodista japonés enviado a Alemania para cubrir los juegos olímpicos de Berlín, descubre allí que su hermano ha sido asesinado por los nazis que buscan los documentos. Dichos documentos provocaran que a partir de este momento lleve una vida dedicada a derrotar a los nazis para vengar a su hermano. Al volver a Japón contrae matrimonio con la madre de Adolf Kaufmann.
Isao Toge: Un estudiante japonés en Berlín, será asesinado tras recibir los documentos. Consigue que estos lleguen a Japón hasta su antigua profesora del colegio. Es el hermano de Sohei.
Coronel Honda: un alto cargo de la policía militar japonesa que se siente atraído por la madre de Adolf Kaufmann, y que la ayuda en todo momento gracias a sus influencias. Se suicida al confirmarse la derrota de Japón frente a EEUU.
Jefe Lampe: miembro de alto grado de la Gestapo, intenta encontrar los documentos de Sohei Toge y acabar con él, pero no lo consigue y pierde a su hija, que se suicida después de pasar la noche con Sohei.

## Edición en español
En el año 2013 la editorial Planeta DeAgostini lo reeditó en dos tomos contenidos en un cofre. Dicha edición se publicó en sentido de lectura occidental.

## Reconocimientos
La serie ganó el Premio de Manga Kōdansha, categoría general, en 1986 y fue candidata en 1995 para los R.A.C. "Squiddy" Award como la Serie de historieta favorita de edición limitada, y la Mejor historieta mejorada.